# 남양초등학교 (경기)
남양초등학교는 대한민국 경기도 화성시 남양읍 남양리에 있는 공립 초등학교이다.

## 학교 연혁
| 1898년 | 10월 1일  | 남양공립소학교 개교                                         |
| 1906년 | 9월 1일   | 공립남양보통학교로 개칭                                     |
| 1911년 | 11월 1일  | 남양공립보통학교(4년제)로 개편                              |
| 1922년 | 4월 1일   | 6년제 5학급 편성                                            |
| 1938년 | 4월 1일   | 남양공립심상소학교 개칭                                     |
| 1941년 | 4월 1일   | 남양공립국민학교 개칭                                       |
| 1981년 | 3월 20일  | 병설유치원 1학급 개원                                       |
| 1996년 | 3월 1일   | 남양초등학교 개칭                                           |
| 1997년 | 9월 26일  | 남양초등학교 개축 준공식                                    |
| 1998년 | 9월 26일  | 개교 100주년 기념행사                                       |
| 2000년 | 9월 1일   | 창문초등학교 통폐합                                         |
| 2006년 | 11월 9일  | 인조잔디 구장 개장식                                        |
| 2013년 | 8월 29일  | 급식실 준공                                                 |
| 2014년 | 8월 18일  | 유치원 유원장, 어린이 놀이시설 환경개선 사업                |
| 2014년 | 8월 29일  | 시청각실 리모델링 환경개선 사업                             |
| 2014년 | 12월 26일 | 스마트 교실 설치(총동문회 지원)                             |
| 2015년 | 4월 30일  | 학교숲 가꾸기                                               |
| 2015년 | 12월 11일 | 제1회 영어골든벨 대회                                       |
| 2016년 | 3월 1일   | 초등 27학급. 유치원 2학급 편성                              |
| 2016년 | 11월 18일 | 제2회 영어골든벨 대회                                       |
| 2017년 | 2월 10일  | 제107회 졸업식(남 59명, 여 58명 총117명) 총 졸업생 10.117명 |
| 2017년 | 3월 1일   | 제27대 김승열 교장 취임                                     |

## 참고 자료
- 남양초등학교 - 한국교육학술정보원 학교알리미